# Оскалуса (Канзас)
Оскалуса (англ. Oskaloosa) — місто (англ. city) в США, в окрузі Джефферсон штату Канзас. Населення — 1110 осіб (2020).

## Географія
Оскалуса розташована за координатами 39°12′58″ пн. ш. 95°18′49″ зх. д. / 39.21611° пн. ш. 95.31361° зх. д. (39.215986, -95.313681).  За даними Бюро перепису населення США в 2010 році місто мало площу 2,65 км², з яких 2,64 км² — суходіл та 0,01 км² — водойми.

## Демографія
Згідно з переписом 2010 року, у місті мешкало 1113 осіб у 435 домогосподарствах у складі 281 родини. Густота населення становила 420 осіб/км².  Було 480 помешкань (181/км²).
Расовий склад населення:
| - 97,0 % — білих - 0,8 % — корінних американців - 0,3 % — азіатів - 0,2 % — чорних або афроамериканців |

До двох чи більше рас належало 1,6 %. Частка іспаномовних становила 0,9 % від усіх жителів.
За віковим діапазоном населення розподілялося таким чином: 24,5 % — особи молодші 18 років, 57,1 % — особи у віці 18—64 років, 18,4 % — особи у віці 65 років та старші. Медіана віку мешканця становила 39,3 року. На 100 осіб жіночої статі у місті припадало 101,3 чоловіків;  на 100 жінок у віці від 18 років та старших — 94,9 чоловіків також старших 18 років.
Середній дохід на одне домашнє господарство  становив 61 898 доларів США (медіана — 55 278), а середній дохід на одну сім'ю — 72 974 долари (медіана — 64 722). Медіана доходів становила 35 313 долари для чоловіків та 33 239 доларів для жінок. За межею бідності перебувало 11,9 % осіб, у тому числі 19,5 % дітей у віці до 18 років та 6,9 % осіб у віці 65 років та старших.
Цивільне працевлаштоване населення становило 690 осіб. Основні галузі зайнятості: освіта, охорона здоров'я та соціальна допомога — 29,0 %, роздрібна торгівля — 11,3 %, мистецтво, розваги та відпочинок — 11,0 %.